# 南宫适 (西周)
南宮（?—?），姬姓，南宫氏，后稷的后裔，中國西周開國時期人物，武王克殷，命南宮适散鹿台之财，发鉅橋之粟，以賑濟贫弱萌隶。命南宮适、史佚展九鼎保玉。周朝，南宫适的后裔獲分封到曾国。
2018-2019年，湖北省文物考古研究所等单位对随州市棗树林墓地进行了考古发掘，其中出土隨仲羋加編鐘的铭文记载“余文王之孙，穆之元子，出邦于曾”，黃國偉和胡宁据此认为曾侯先祖南宫适极有可能是周文王之子。

## 封神演义
《封神演義》中，南宮适为西岐大將。

## 脚註
1. ↑  南宮适的「适」在此處不是「適」的簡化字，而是的現在字形。